# Деп'ю (Нью-Йорк)
Деп'ю (англ. Depew) — селище (англ. village) в США, в окрузі Ері штату Нью-Йорк. Населення — 15 178 осіб (2020).

## Географія
Деп'ю розташований за координатами 42°54′42″ пн. ш. 78°42′16″ зх. д. / 42.91167° пн. ш. 78.70444° зх. д. (42.911766, -78.704352).  За даними Бюро перепису населення США в 2010 році селище мало площу 13,14 км², уся площа — суходіл.

## Демографія
Згідно з переписом 2010 року, у селищі мешкали 15 303 особи в 6691 домогосподарстві у складі 4147 родин. Густота населення становила 1164 особи/км².  Було 7017 помешкань (534/км²).
Расовий склад населення:
| - 96,5 % — білих - 1,2 % — чорних або афроамериканців - 0,7 % — азіатів - 0,2 % — корінних американців |

До двох чи більше рас належало 1,2 %. Частка іспаномовних становила 1,7 % від усіх жителів.
За віковим діапазоном населення розподілялося таким чином: 18,7 % — особи молодші 18 років, 62,8 % — особи у віці 18—64 років, 18,5 % — особи у віці 65 років та старші. Медіана віку мешканця становила 42,7 року. На 100 осіб жіночої статі у селищі припадало 92,8 чоловіків;  на 100 жінок у віці від 18 років та старших — 91,7 чоловіків також старших 18 років.
Середній дохід на одне домашнє господарство  становив 57 275 доларів США (медіана — 50 317), а середній дохід на одну сім'ю — 66 616 доларів (медіана — 63 322). Медіана доходів становила 42 317 доларів для чоловіків та 37 429 доларів для жінок. За межею бідності перебувало 10,4 % осіб, у тому числі 16,8 % дітей у віці до 18 років та 5,9 % осіб у віці 65 років та старших.
Цивільне працевлаштоване населення становило 7694 особи. Основні галузі зайнятості: освіта, охорона здоров'я та соціальна допомога — 21,4 %, роздрібна торгівля — 13,4 %, виробництво — 11,2 %, мистецтво, розваги та відпочинок — 9,7 %.